# Smart-Gerät
Unter einem Smart-Gerät versteht man im engen Sinne Geräte mit der Möglichkeit einer Verbindung zum Internet. Smart-Geräte sind folglich ein Bestandteil des „Internet der Dinge“, das stark vereinfacht betrachtet eine Vernetzung bzw. ein Netzwerk von elektronischen Geräten über das Internet bezeichnet. Die technisch korrekte Bezeichnung für ein Smart-Gerät wäre daher Internet-Of-Things-Gerät (IoT-Gerät).

## Bedeutung vonSmart
Smart ist ein englisches Wort und steht für „intelligent, gewitzt, schlau“. Die Bezeichnung smart wird in jüngerer Zeit nicht nur in Bezug auf Menschen, sondern auch für die Gesamtheit aller über das Internet vernetzbaren Technologien benutzt. Zugleich wird smart jedoch auch als Vermarktungs-Name der Industrie und des Handels für mit dem Internet verbindbare („internetfähige“) Produkte verwendet. Im weiten Sinne umfasst smart alle elektrischen Geräte („smarte Maschinen“), die sich durch eigene oder fremde Anpassung auf ihr Umfeld einstellen können, so dass hier bereits auch den Bereich der künstlichen Intelligenz (KI) tangiert wird.
Die Bezeichnung smart wird allerdings nicht durchgehend bzw. einheitlich für alle mit dem Internet verbindbaren Geräten verwendet. Die Geräte werden dann meist als auch nur allgemein bzw. beiläufig als sog. internetfähige Geräte oder als Geräte mit Internetzugang bezeichnet. Zudem scheint die Bezeichnung smart darüber hinaus auch aufgrund einer inzwischen immer mehr vernetzten Welt über eine Vielzahl von elektronischen Geräten und elektrischen Einrichtungen hinweg langsam auch schon wieder an Bedeutung zu verlieren.

## Beispiele für mit dem Internet verbindbare Geräte mit „Smart“-Bezeichnung

### Mobile Geräte
- Smartphone: Ein mit dem Internet verbindbares Mobiltelefon
- Smartwatch: Eine mit dem Internet verbindbare Armbanduhr
- Smart Toys: Ein mit dem Internet verbindbares Spielzeug
- Smart Clothes: Eine mit dem Internet verbindbares Kleidungsstück

### Stationäre Geräte
- Smart TV: Ein mit dem Internet verbindbarer Fernseher
- Smart Speaker: Ein mit dem Internet verbindbarer Aktivlautsprecher mit einer Sprachsteuerung
- Smart Display: Ein mit dem Internet verbindbarer Monitor unter anderem auch mit Gestensteuerung
- Smart Mirror: Ein mit dem Internet verbindbarer Spiegel

### Smart-Home-Geräte
Hinter der Bezeichnung Smart Home verbirgt sich die Gesamtheit aller in einem Haushalt befindlichen und mit dem Internet verbindbaren elektrischen Haushaltsgeräte (z. B. eine Kaffeemaschine, ein Herd oder ein Kühlschrank). Darüber hinaus umfasst der Begriff auch alle mit dem Internet verbindbaren fest verbauten Geräte der allgemeinen Elektroinstallation im Haushalt, wie z. B. eine elektrische Rollladensteuerung, eine elektrische Alarmanlagensteuerung oder ein Stromzähler. Je nach technischem Aufbau der Vernetzung können theoretisch alle Smart-Geräte wie z. B. auch ein Smartphone, ein Smart-TV oder ein Smart Speaker als Smart-Home-Gerät genutzt werden, sofern sie entsprechend mit dem haushaltsinternen Smart-Home-System verbunden sind.
Die primären Ziele von Smart-Home sind einerseits eine über das Internet mögliche Fernsteuerung der über das Internet verbundenen Geräte und elektrischen Einrichtungen des eigenen Haushalts. Andererseits soll ein potentielles Zusammenwirken der solchermaßen sowohl über das Internet als auch über das interne Netzwerk des Haushalts miteinander verbundenen Elektrogeräte und elektrischen Einrichtungen bzw. Elektroinstallationen in einem Haushalt ermöglicht werden.
Der Begriff Smart-Home wird meist bzw. in der Regel zu Vermarktungszwecken für die Nutzung dieser Technologie nur in privaten Haushalten verwendet. Die Technologie verkörpert aber ja stark vereinfacht gesehen ganz grundsätzlich den Vernetzungsgedanken aller elektrischen Geräte und elektrischen Einrichtungen in einem Gebäude. Daher ist die Anwendung dieser Technologie nicht nur auf den privaten Haushalt beschränkt, sondern kann insbesondere im Bereich der elektrischen Gebäudeeinrichtungen auch in Gebäuden aller Art insofern ähnlich zur Anwendung kommen.

## Beispiele für mit dem Internet verbindbare Geräte ohne „Smart“-Bezeichnung

### Webradios
Ein Webradio ist ein stationäres oder auch mobiles Radio, das mit dem Internet verbindbar ist. Anders als z. B. beim Smart-TV ist in der Regel jedoch die Verbindung mit dem Internet für das Betreiben des Gerätes zwingend erforderlich, da der Empfang der Sender anders als bei allen anderen Radios grundsätzlich nur über das Internet erfolgt. Zudem ist anders als bei den mit dem Begriffsbestandteil Smart bezeichneten Geräten die Radiofunktion oft die einzige Funktion des Webradios. Anders als bei vielen Smart-Geräten ist zudem in der Regel keine Installation von Programmen zur Funktionserweiterung auf dem Gerät möglich.

### Multiroom-Systeme
Ein Multiroom-System ist in der Regel eine Beschallungsanlage bei der in der Regel mehrere Aktivlautsprecher über das haustinterne Netzwerk mit der zentralen Steuerung des Systems verbundenen werden, sodass per Steuerung etwa mit dem Smartphone oder mit dem Tablet-PC in jedem Raum des Haushalts zeitgleich bzw. synchron z. B. dieselbe Musik oder aber auch derselbe Radiosender erklingen kann. Mulitroomsysteme können daher als eine moderne Form einer klassischen Stereoanlage gesehen werden. Eine Verbindung zum Internet ist in der Regel immer auch möglich aber grundsätzlich nicht erforderlich. Zur Nutzung des in das System integrierten Radios, das meist nur noch als Webradio betrieben werden kann, ist eine Verbindung mit dem Internet allerdings unumgänglich.

### Internetfähige Kfz-Navigationsgeräte
Ein meinst im Kraftfahrzeugen verbautes bzw. dort oder anderweitig mobil verwendetes Navigationssystem kann bei neueren Modellen meist auch mit dem Internet verbunden werden. Anders als beim Webradio kann das Gerät jedoch sets auch ohne Verbindung mit dem Internet genutzt werden. Die Verbindung mit dem Internet ist insofern nur optional und dient in der Regel daher auch ähnlich wie beim Smart-TV nur der Erweiterung des Funktionsumfangs, z. B. um über das Internet bereitgestellte Informationen zur aktuellen Verkehrslage.

### Internetfähige Computer
Der Begriff Smart-Gerät umfasst im engen Sinne bisher jedoch nicht den Bereich der mit dem Internet verbindbaren klassischen Computer, wie z. B. PCs, Notebooks oder Tablet-PCs. Diese Geräte können zwar ähnliche, gleiche oder sogar weitergehende Funktionen wie die Smart-Geräte ausführen, aber da insbesondere PCs und Notebooks aus einer Zeit vor der Existenz des Internets stammen und zudem in größeren Teilen auch weiterhin für Nutzungen ohne Internetanbindung genutzt werden (z. B. klassische Textprogramme) hätte hier theoretisch eine allerdings überflüssige Umbenennung z. B. als Smart-PC stattfinden müssen.